# Porr

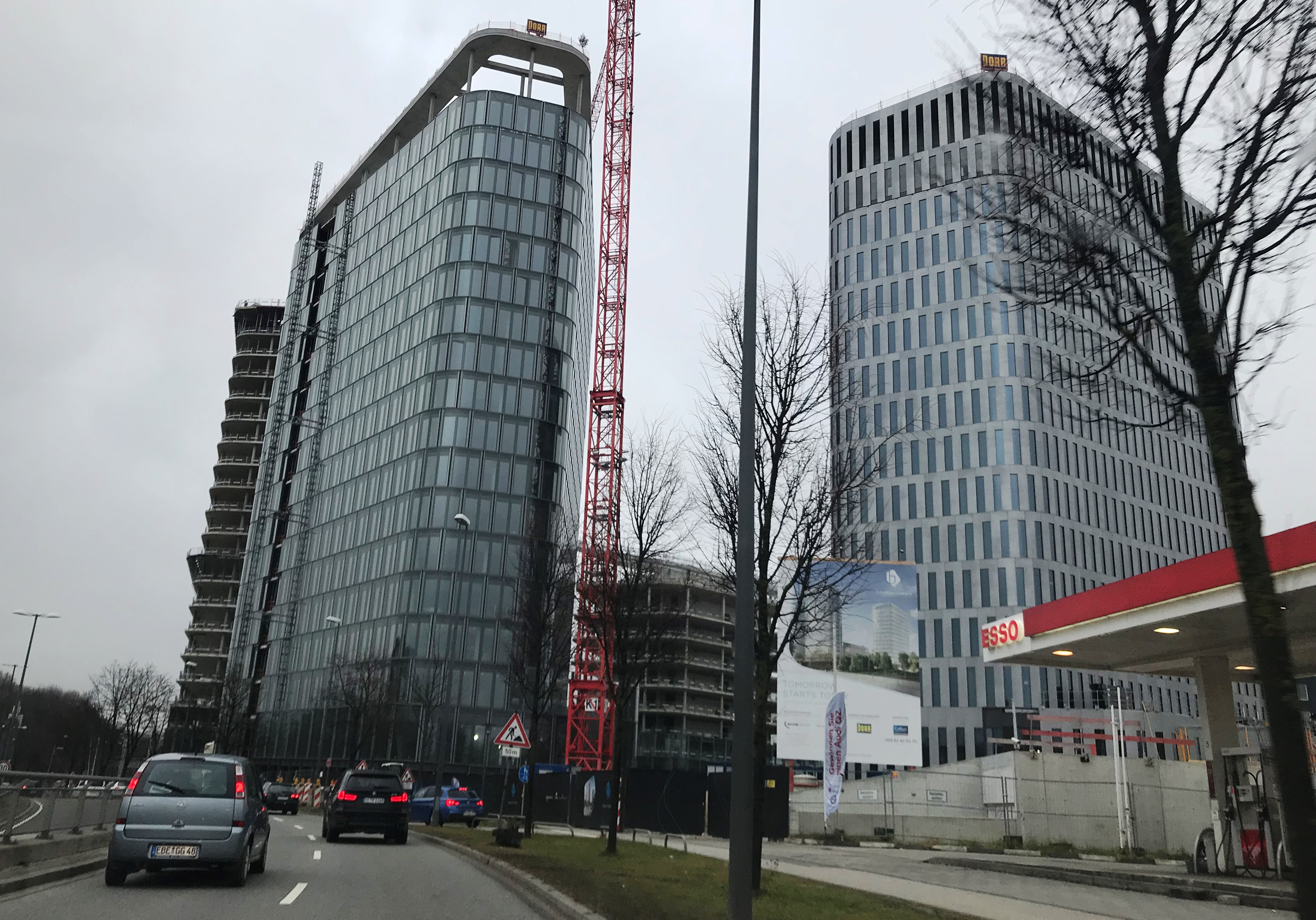
Clădiri construite în München

Porr este o companie de construcții din Austria.
În anul 2007 compania a obținut venituri de 2,2 miliarde de euro și avea peste 11.000 de angajați.

## Porr în România
Compania activează pe piața din România prin intermediul subsidiarei locale Porr Construct, implicată în lucrări civile și hidrotehnice.
Cifra de afaceri în 2007: 35 milioane euro